# Асоціація україністів Японії
Асоціація україністів Японії яп. ウクライナ研究会) — організація, заснована 11 червня 1994 року, член Міжнародної асоціації україністів. На початку створення нараховувала 20 членів — науковців-гуманітаріїв, аспірантів, журналістів, зусиллями яких у жовтні 1994 року і травні 1995 року, під егідою Асоціації були проведені перші наукові українознавчі конференції.
Президент Асоціації україністів Японії — Йошіхіко Окабе, професор університету Кобе Гакуін, віцепрезидент-Накадзава Хідехіко, заслужений професор Токійського університету іноземних мов.